# Comuna de Wolbrom
Wolbrom (polaco: Gmina Wolbrom) é uma gminy (comuna) na Polónia, na voivodia de Pequena Polónia e no condado de Olkuski. A sede do condado é a cidade de Wolbrom.
De acordo com os censos de 2004, a comuna tem 23 470 habitantes, com uma densidade 155,6 hab/km².

## Área
Estende-se por uma área de 150,82 km², incluindo:
- área agricola: 75%
- área florestal: 13%

## Demografia
Dados de 30 de Junho 2004:
|                      | Total   | Total | Mulheres | Mulheres | Homens  | Homens |
| -------------------- | ------- | ----- | -------- | -------- | ------- | ------ |
|                      | pessoas | %     | pessoas  | %        | pessoas | %      |
| População            | 23 470  | 100   | 11 970   | 51       | 11 500  | 49     |
| Densidade (pop./km²) | 155,6   | 100   | 79,4     | 79,4     | 76,2    | 76,2   |

De acordo com dados de 2002, o rendimento médio per capita ascendia a 1192,98 zł.

## Subdivisões
- Boża Wola, Brzozówka, Budzyń, Chełm, Chrząstowice, Dłużec, Domaniewice, Gołaczewy, Jeżówka, Kaliś, Kąpiele Wielkie, Kąpiołki, Lgota Wielka, Lgota Wolbromska, Łobzów, Miechówka, Podlesice Drugie, Poręba Dzierżna, Poręba Górna, Strzegowa, Sulisławice, Wierzchowisko, Zabagnie, Załęże, Zarzecze, Zasępiec.

## Comunas vizinhas
- Charsznica, Gołcza, Klucze, Olkusz, Pilica, Trzyciąż, Żarnowiec